# Théorème de Gauss-Wantzel
Pour les articles homonymes, voir Théorème de Gauss et Théorème de Wantzel.
En géométrie, le théorème de Gauss-Wantzel énonce une condition nécessaire et suffisante pour qu'un polygone régulier soit constructible à la règle et au compas.

## Énoncés
Un polygone régulier à n côtés est constructible si et seulement si n est le produit d'une puissance de 2 (éventuellement 20 = 1) et d'un nombre (éventuellement nul) de nombres premiers de Fermat distincts.
(Un nombre premier est dit de Fermat s'il est de la forme 2(2k)+1 pour un certain entier k.)
Ce théorème se déduit de :
Théorème de Wantzel — Un nombre complexe est constructible si et seulement s'il appartient à une tour d'extensions quadratiques.

## Résultats détaillés

Les n-gones réguliers constructibles, pour n ≤ 51.

Les cinq nombres de Fermat premiers connus sont :
F0 = 3, F1 = 5, F2 = 17, F3 = 257, et F4 = 65 537 (suite A019434 de l'OEIS).
Ainsi un polygone à n côtés est constructible à la règle et au compas si :
n = 3, 4, 5, 6, 8, 10, 12, 15, 16, 17, 20, 24, ... (suite A003401 de l'OEIS).
Tandis qu'il n'est pas constructible si :
n = 7, 9, 11, 13, 14, 18, 19, 21, 22, 23, 25,... (suite A004169 de l'OEIS).
Par exemple, la construction  (à la règle et au compas) de l'heptagone régulier n'est pas possible car le nombre premier 7 n'est pas de Fermat. L'entier 9 = 32 est le carré d'un nombre premier de Fermat, donc l'ennéagone régulier n'est pas constructible non plus.

## Histoire
Gauss avait énoncé cette condition nécessaire et suffisante dans le chapitre VII de ses Disquisitiones arithmeticae publiées en 1801, mais n'avait démontré  qu'une implication :
Si un polygone régulier possède n côtés et si n est une puissance de 2 ou est le produit d'une puissance de 2 et de k nombres de Fermat premiers différents alors ce polygone est constructible. C'est une analyse sur les polynômes cyclotomiques qui permet la démonstration de cette implication[réf. nécessaire]. Il n'avait pas démontré la réciproque.
Pierre-Laurent Wantzel la démontre dans sa publication de 1837 grâce à son théorème et à la condition nécessaire qu'il en déduit pour qu'un nombre soit constructible.

## Démonstration
Le théorème de Gauss-Wantzel se déduit du théorème de Wantzel en traduisant sur n la condition pour qu'une racine primitive n-ième de l'unité ζ  appartienne à une tour d'extensions quadratiques. On démontre dans l'article « Tour d'extensions quadratiques » qu'une condition nécessaire et suffisante pour cela est que le degré φ(n) de l'extension cyclotomique ℚ(ζ) soit une puissance de 2.
Or si la décomposition de n en facteurs premiers est
alors son indicatrice d'Euler vaut :
Il suffit donc de trouver une condition nécessaire et suffisante pour que le facteur (p – 1)pα–1 soit une puissance de 2 et appliquer cette condition à chacun des facteurs de l'égalité précédente. Deux cas se présentent : soit p est égal à 2 et toute valeur de α est acceptable, soit p est un nombre premier de la forme 2k + 1 avec k un entier strictement positif et α est égal à 1. De plus, dans ce second cas, k est nécessairement une puissance de 2.
En conclusion, φ(n) est une puissance de 2 (et le n-gone régulier est constructible) si et seulement si n est de la forme
où k est un entier positif ou nul et F est un ensemble fini (éventuellement vide) de nombres premiers de Fermat.

## Cas du pentagone

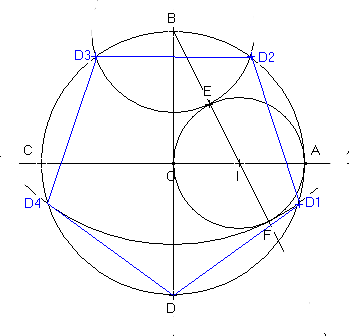
Construction d'un pentagone.

Le nombre 5 est de Fermat car il est premier et s'écrit 221 + 1. Ainsi la construction du pentagone régulier est réalisable. Un polygone régulier à 20 côtés est aussi constructible puisqu'il suffit de partir du pentagone régulier et  de prendre (deux fois) la bissectrice de chaque angle. Et un polygone de 15 côtés aussi car 15 est le produit de deux nombres de Fermat, 5 et 3 (avec 3=220 + 1). Euclide en avait d'ailleurs déjà établi une construction.
Si la théorie de Galois prend un aspect quelque peu abstrait, elle donne néanmoins une méthode de résolution effective de l'équation cyclotomique et en conséquence propose un mode de construction à la règle et au compas des polygones constructibles (cf. l'article nombre constructible). Étudions le polygone à cinq côtés, nommé pentagone.
À une similitude directe près du plan euclidien, les sommets du pentagone régulier sont exactement les cinq racines cinquièmes de l'unité. Par identification, ils sont, hormis 1, les racines du cinquième polynôme cyclotomique, soit donc : 
Comme l'équation correspondante est de degré 4, elle est résoluble avec peu de calculs. Le corps de décomposition, noté parfois ℚ(ζ5), est (par oubli de structure) un Q-espace vectoriel de dimension 4. Son groupe de Galois G est le groupe cyclique d'ordre 4. Il admet donc un générateur noté ici m et un sous-groupe non trivial H, contenant deux éléments, l'identité et m2. L'application qui à tout élément de l'extension associe son conjugué est un Q-automorphisme d'ordre 2 de ℚ(ζ5) ; en conséquence, c'est m2. L'objectif est donc de trouver le sous-corps de ℚ(ζ5) de dimension 2 sur Q, dont les éléments sont invariants par conjugaison. Un jeu de permutation des racines permet alors de ramener la résolution de l'équation à trois équations simples du second degré.
Il est alors relativement simple d'obtenir une construction à la règle et au compas. Sur la figure illustrative, il est par exemple immédiat de remarquer que la longueur du segment BI est la moitié de la racine carrée de cinq, le radical de la première extension.

## Cas de l'heptadécagone

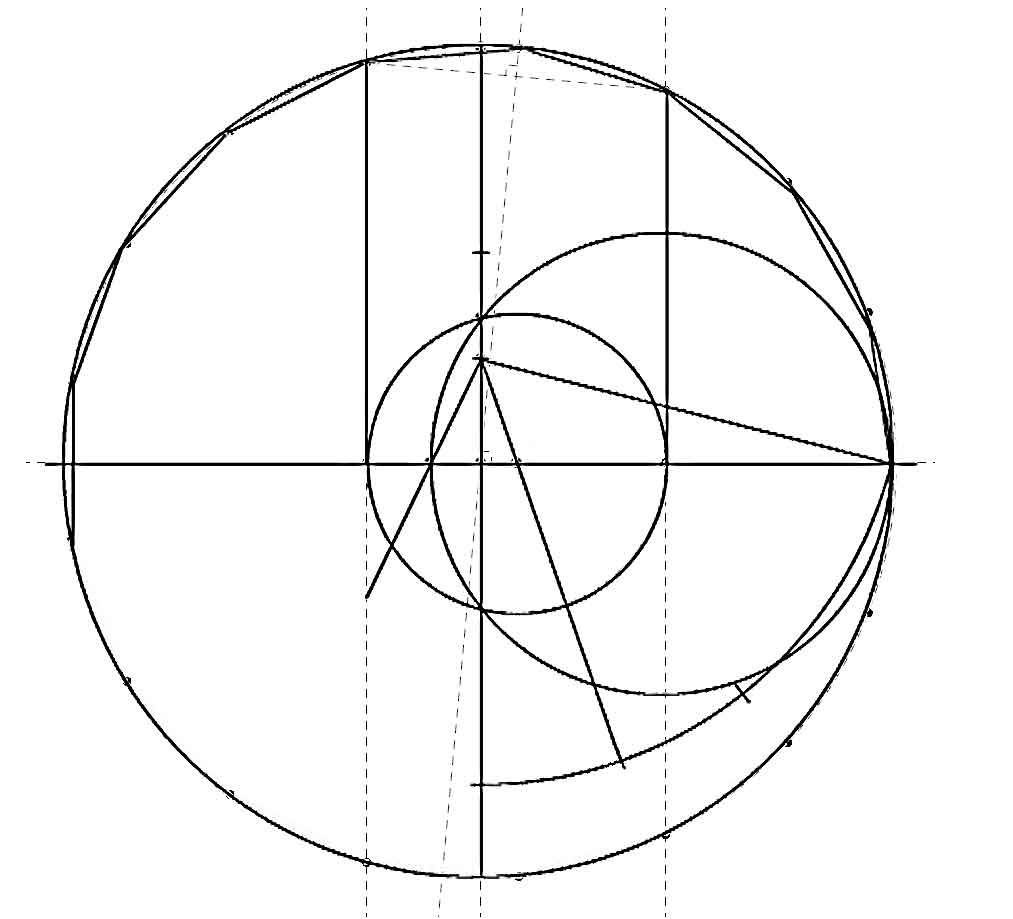
Figure à la règle et au compas: Heptadécagone, le polygone régulier de 17 côtés.

Le nombre premier de Fermat suivant est dix-sept (222 + 1). Le  polygone régulier à 17 côtés  (heptadécagone régulier) est donc aussi constructible et Gauss en a donné une méthode de construction. Si la logique précédente s'applique avec le même succès, les calculs sont néanmoins plus complexes. Le polynôme à factoriser est maintenant de degré seize.
En conséquence, ce cas n'a pas été traité avant une compréhension profonde des polynômes cyclotomiques.
La méthode de résolution proposée ici suit pas à pas la démarche de la théorie de Galois. Ce groupe est le groupe cyclique d'ordre seize. Il contient donc trois sous-groupes non triviaux. H1 est un sous-groupe à huit éléments, il contient les multiples de deux, H2 contient les multiples de quatre et H3 contient deux éléments le neutre et le multiple de huit, la même remarque que celle du paragraphe précédent montre que l'élément non neutre correspond à l'application conjuguée. Les sous-corps associés forment une chaîne d'extensions de degré 2.
L'objectif est alors de trouver un générateur de chaque extension dans la précédente. La technique utilisée, dite des périodes de Gauss, est toujours la même. Explicitons-la pour la première extension. Soit m2 le générateur du premier groupe (on a choisi m générateur du groupe de Galois). Considérons la somme des huit composées successives de z la première racine primitive, et la somme des huit autres racines :
Alors ces deux éléments sont invariants par le générateur m2. De plus, leur somme est égale à –1 car c'est la somme de toutes les racines primitives. Ils sont donc de la forme u1 = a + br et u2 = a – br où a et b sont des rationnels et r le radical générateur de l'extension, car nous sommes dans une extension quadratique. Leur produit est donc encore rationnel. On en déduit une équation du type P1(X) = 0 avec P1(X) un polynôme du deuxième degré.
Réitérer trois fois cette méthode donne alors la solution.